# Ascochyta
Ascochyta es un género de hongos ascomycotas que contiene varias patógenos de plantas. 
Algunos de estos patógenos afectan a especies de Poaceae.

## Algunas especies deAscochyta
Ascochyta asparagina

Ascochyta bohemica

Ascochyta caricae

Ascochyta doronici

Ascochyta fabae f.sp. lentis

Ascochyta gossypii

Ascochyta graminea

Ascochyta hordei

Ascochyta humuli

Ascochyta pinodes

Ascochyta pisi

Ascochyta prasadii

Ascochyta rabiei

Ascochyta sorghi

Ascochyta sorghina

Ascochyta spinaciae

Ascochyta tarda

Ascochyta tritici